# Riserva naturale Marsiliana
La riserva naturale Marsiliana è un'area naturale protetta della regione Toscana istituita nel 1980.
Occupa una superficie di 442,89 ha nella provincia di Grosseto.